# Kapucinus kolostor (Hradzsin)

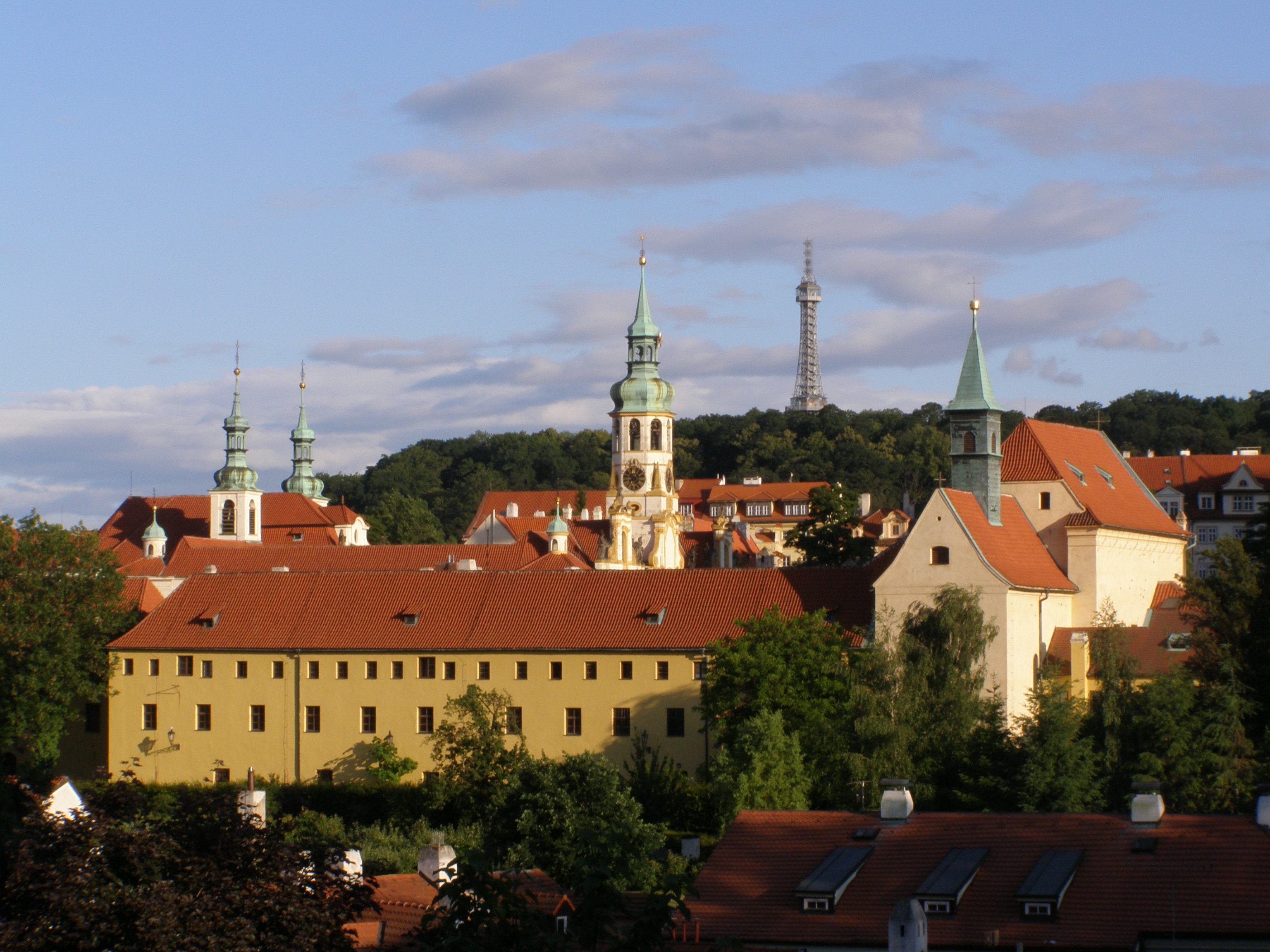

A hradzsini kapucinus kolostor(Klášter kapucínů) a rend legrégibb csehországi zárdája a Loreto tér (Loretánské náměstí) északi végén, a Loreta mellett. A kolostoregyüttes része az Angyalok Boldogasszonya templom.

## Története
1600-ban alapította a rend generálisa, Brindisi Szent Lőrinc. Az első épület 1602-re készült el, majd a 17. században és a 18. század első felében a kolostor fokozatosan bővült.
1757-ben a porosz tüzérség megrongálta; több ágyúgolyó máig látható.
A második világháború alatt az SS börtöne volt. Nem sokkal a háború után visszatértek a kapucinus szerzetesek, de az 1950-es évek elején erőszakkal kilakoltatták őket, és az épületekben a csehszlovák kémelhárítás rendezkedett be. Eredeti rendeltetését az 1990-es évek elején kapta vissza. Egy részében a prágai egyetemek vallásos hallgatói kapnak helyet.
2010 tavasza óta a kolostor történelmi refektóriumában rendszeresen jótékonysági esteket tartanak.

## Az épületek
Egy föld feletti folyosó köti össze a szomszédos prágai Loretóval, amelyet a kapucinusok kezelnek.

## Látnivalók
- fából és szalmából készült betlehem 1780-ból
- Keresztút — Karel Stádník domborműve
- Szűz Mária szobra
- Az 1674–1690-ben alapított, Prágától Stará Boleslavig vezető Szent Út 13. kápolnáját Hradzsini Szűz Máriának szentelték fel.

## Fordítás
Ez a szócikk részben vagy egészben  a   Klášter kapucínů (Hradčany) című cseh Wikipédia-szócikk ezen változatának fordításán alapul.  Az eredeti cikk szerkesztőit annak laptörténete sorolja fel. Ez a jelzés csupán a megfogalmazás eredetét és a szerzői jogokat jelzi, nem szolgál a cikkben szereplő információk forrásmegjelöléseként.